# Crocidura jouvenetae
Crocidura jouvenetae — вид ссавців родини Soricidae. Зустрічається в Кот-д'Івуарі, Гвінеї, Ліберії та Сьєрра-Леоне. Цей вид присутній у низинних тропічних вологих лісах і, можливо, у гірських лісах. Вперше його описав Анрі Хейм де Бальзак, який назвав його на честь Мадеммуазель А. Жувене.